# Grundsilsjön
Grundsilsjön är en sjö i Älvdalens kommun i Dalarna och ingår i Dalälvens huvudavrinningsområde. Sjön har en area på 0,152 kvadratkilometer och ligger 517 meter över havet. Sjön avvattnas av vattendraget Silan.

## Delavrinningsområde
Grundsilsjön ingår i det delavrinningsområde (684710-134753) som SMHI kallar för Mynnar i Lemman. Medelhöjden är 565 meter över havet och ytan är 9,71 kvadratkilometer. Räknas de 2 avrinningsområdena uppströms in blir den ackumulerade arean 26,31 kvadratkilometer. Silan som avvattnar avrinningsområdet har biflödesordning 3, vilket innebär att vattnet flödar genom totalt 3 vattendrag innan det når havet efter 453 kilometer. Avrinningsområdet består mestadels av skog (67 procent) och sankmarker (31 procent). Avrinningsområdet har 0,16 kvadratkilometer vattenytor vilket ger det en sjöprocent på 1,6 procent.